# Estación Nakahagi
La estación Nakahagi (中萩駅 Nakahagi-eki?) es una estación de la línea Yosan de la Japan Railways que se encuentra en la ciudad de Niihama de la prefectura de Ehime. El código de estación es el "Y30".

## Estación de pasajeros
Cuenta con dos plataformas, entre las cuales se encuentran las vías. Cada plataforma cuenta con un andén (andenes 1 y 2). El andén 2 es el principal y, solo para permitir el sobrepaso a los servicios rápidos se utiliza el andén 1.

### Andenes
| 1 | ● Línea Yosan | Hacia Niihama, Iyomishima, Kawanoe y Kanonji (solo para permitir el sobrepaso a los servicios rápidos) |  |
| 1 | ● Línea Yosan | Hacia Saijō, Imabari, Hōjō y Matsuyama (solo para permitir el sobrepaso a los servicios rápidos)       |  |
| 2 | ● Línea Yosan | Hacia Niihama, Iyomishima, Kawanoe y Kanonji (los servicios rápidos no se detienen)                    |  |
| 2 | ● Línea Yosan | Hacia Saijō, Imabari, Hōjō y Matsuyama (los servicios rápidos no se detienen)                          |  |

## Alrededores de la estación
- Ruta nacional 11
- Hospital Prefectural de Niihama (愛媛県立新居浜病院 Ehime-kenritsu Niihama-byōin?)
- Parada del autobús Setouchi (せとうちバス Seto'uchi-basu?).

## Historia
- 1921: el 21 de septiembre se inaugura la estación Nakahagi.
- 1987: el 1° de abril pasa a ser una estación de la división Ferrocarriles de Pasajeros de Shikoku de la Japan Railways.

## Estación anterior y posterior
- Línea Yosan 
  - Estación Niihama (Y29)  <<  Estación Nakahagi (Y30)  >>  Estación Iyosaijō (Y31)